# Giraffaphaenops
Giraffaphaenops is een geslacht van kevers uit de familie van de loopkevers (Carabidae). De wetenschappelijke naam van het geslacht is voor het eerst geldig gepubliceerd in 2002 door Deuve.

## Soorten
Het geslacht Giraffaphaenops is monotypisch en omvat slechts de volgende soort:
- Giraffaphaenops clarkei Deuve, 2002